# Marzenna Schejbal
Marzenna Maria Schejbal z domu Karczewska (ur. 10 października 1924 we Włocławku, zm. 24 grudnia 2021 w Londynie) – polska działaczka polonijna i kombatancka, powstaniec warszawski.

## Życiorys
Przed II wojną światową uczyła się w Prywatnym Gimnazjum i Liceum im. Leonii Rudzkiej, następnie uczęszczała na tajne komplety. W czasie powstania warszawskiego była łączniczką i sanitariuszką w Batalionie „Łukasiński”. Ze Starego Miasta wydostała się kanałami do Śródmieścia. Po upadku powstania przebywała w przejściowym obozie w Ożarowie, wywieziona następnie do różnych obozów jenieckich. Z obozu Oberlangen została wyzwolona przez wojska generała Stanisława Maczka. W późniejszym czasie wraz z siostrą i odnalezioną matką osiedliły się w Wielkiej Brytanii, uzyskując później również obywatelstwo brytyjskie.
W Londynie pracowała m.in. jako kelnerka w Ognisku Polskim, a także w biurze podróży. Zaangażowała się w działalność środowisk polonijnych, a w szczególności Studium Polski Podziemnej i organizacji kombatanckich. W 2001 została przewodniczącą Koła Byłych Żołnierzy Armii Krajowej w Londynie. 

## Odznaczenia
W 2012, w uznaniu wybitnych zasług w działalności na rzecz polonijnych środowisk kombatanckich, prezydent Bronisław Komorowski odznaczył ją Krzyżem Komandorskim Orderu Odrodzenia Polski. W 2025 prezydent Andrzej Duda, za wybitne zasługi w popularyzowaniu polskiej historii wśród społeczeństwa brytyjskiego, za działalność społeczną i kombatancką, nadał jej pośmiertnie Krzyż Komandorski z Gwiazdą tego orderu.